# Luik-Bastenaken-Luik 1975
In 1975 werd de 61e editie verreden van de wielerwedstrijd Luik-Bastenaken-Luik. 
De Belg Eddy Merckx won de sprint van twee andere renners. Met zijn vijfde overwinning in deze wedstrijd verbeterde hij zijn eigen record.
De wedstrijd maakte onderdeel uit van de Super Prestige Pernod, van 1975.

## Uitslag
| Plaats  | Naam                     | Ploeg               | tijd     |
| ------- | ------------------------ | ------------------- | -------- |
| Winnaar | Eddy Merckx              | Molteni             | 6u27'00" |
| 2       | Bernard Thévenet         | Peugeot-BP-Michelin | + 0'02"  |
| 3       | Walter Godefroot         | Flandria-Carpenter  | z.t.     |
| 4       | Frans Verbeeck           | Maes-Watney         | + 0'15"  |
| 5       | André Dierickx           | Rokado              | z.t.     |
| 6       | Gerrie Knetemann         | Gan-Mercier         | z.t.     |
| 7       | Jean-Pierre Danguillaume | Peugeot-BP-Michelin | z.t.     |
| 8       | Roger de Vlaeminck       | Brooklyn            | z.t.     |
| 9       | Christian Seznec         | Gan-Mercier         | z.t.     |
| 10      | Wladimiro Panizza        | Brooklyn            | z.t.     |

1892 · 1893 · 1894 · 1895-1907 · 1908 · 1909 · 1910 · 1911 · 1912 · 1913 · 1914 · 1915 · 1916 · 1917 · 1918 · 1919 · 1920 · 1921 · 1922 · 1923 · 1924 · 1925 · 1926 · 1927 · 1928 · 1929 · 1930 · 1931 · 1932 · 1933 · 1934 · 1935 · 1936 · 1937 · 1938 · 1939 · 1940 · 1941 · 1942 · 1943 · 1944 · 1945 · 1946 · 1947 · 1948 · 1949 · 1950 · 1951 · 1952 · 1953 · 1954 · 1955 · 1956 · 1957 · 1958 · 1959 · 1960 · 1961 · 1962 · 1963 · 1964 · 1965 · 1966 · 1967 · 1968 · 1969 · 1970 · 1971 · 1972 · 1973 · 1974 · 1975 · 1976 · 1977 · 1978 · 1979 · 1980 · 1981 · 1982 · 1983 · 1984 · 1985 · 1986 · 1987 · 1988 · 1989 · 1990 · 1991 · 1992 · 1993 · 1994 · 1995 · 1996 · 1997 · 1998 · 1999 · 2000 · 2001 · 2002 · 2003 · 2004 · 2005 · 2006 · 2007 · 2008 · 2009 · 2010 · 2011 · 2012 · 2013 · 2014 · 2015 · 2016 · 2017 · 2018 · 2019 · 2020 · 2021 · 2022 · 2023 · 2024 · 2025